# ایوگنی پلاکوتین
ایوگنی پلاکوتین (زاده ۱۹ اوت ۱۹۹۴) یک کاراته کا روسی است. وی در بازی‌های اروپا ۲۰۱۹ مدال برنز کسب کرد و در سال ۲۰۱۹ قهرمان اروپا شد.

## دستاوردها
| سال  | رقابت                 | محل                  | رتبه | رویداد           |
| ---- | --------------------- | -------------------- | ---- | ---------------- |
| ۲۰۱۵ | مسابقات قهرمانی اروپا | استانبول، ترکیه      | سوم  | کمیته ۶۰ کیلوگرم |
| ۲۰۱۸ | مسابقات قهرمانی اروپا | نووی ساد، صربستان    | سوم  | کمیته ۶۰ کیلوگرم |
| ۲۰۱۹ | مسابقات قهرمانی اروپا | گوادالاجارا، اسپانیا | اول  | کمیته ۶۰ کیلوگرم |
| ۲۰۱۹ | بازی‌های اروپایی       | مینسک، بلاروس        | سوم  | کمیته ۶۰ کیلوگرم |